# Martti Pihkala

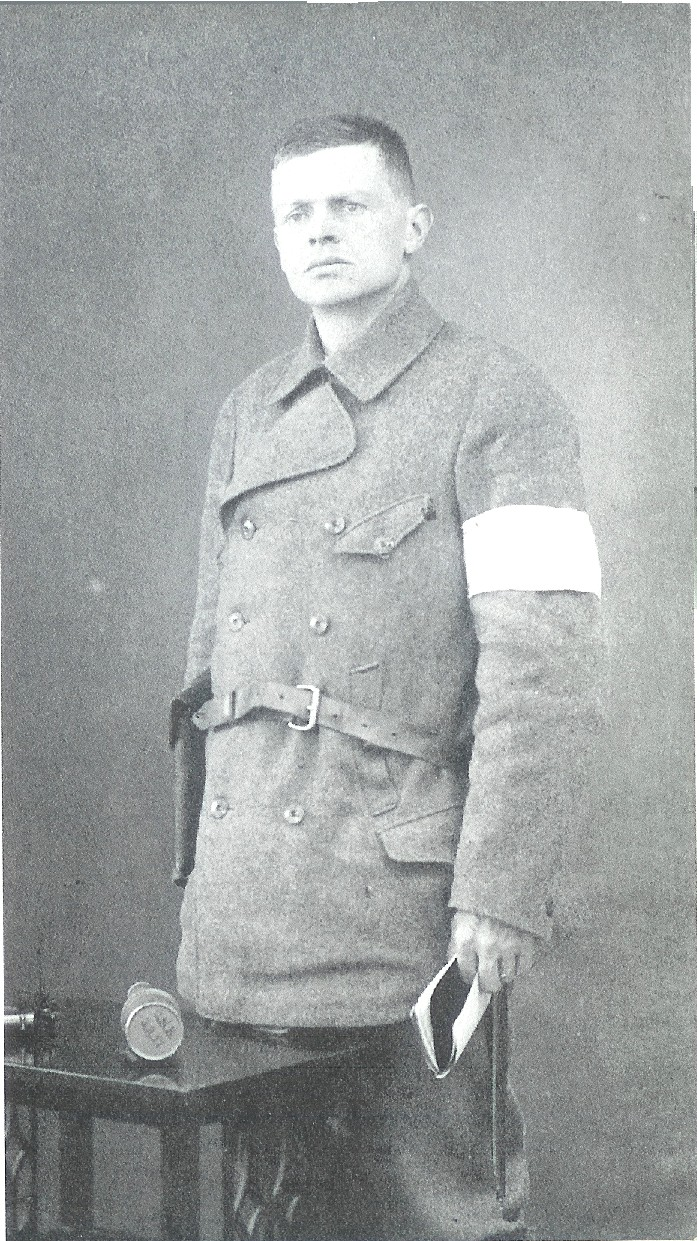
Pihkala 1918

Martti Aleksander Pihkala (till 1906 Gummerus), född 18 januari 1882 i Pihtipudas, död 10 juni 1966 i Helsingfors, var en finländsk aktivist. Han var bror till Jaakko Gummerus samt Rurik och Lauri Pihkala. 
Pihkala tjänstgjorde 1915–1918 som aktivisternas huvudombudsman i Mellersta Finland och gjorde en viktig insats som organisator av skyddskårerna där och i Södra Österbotten. Han var en excentrisk och ytterst trångsynt moralist som hyste stark antipati mot socialismen; han utvecklade närmast på gammaltestamentlig grund en aggressiv russofobisk och antisemitisk frälsningslära, som han predikade i olika sammanhang, dock utan att vinna nämnvärt understöd ens i aktivistkretsarna. Han vann dock uppskattning för sin organisationsförmåga och utsågs av den anledningen 1920 till direktör för den av arbetsgivarna grundade strejkbrytarorganisationen Exportfred. I denna egenskap råkade han på kollisionskurs med Fosterländska folkrörelsen (som han inledningsvis hade anslutit sig till), eftersom rörelsen motsatte sig att arbetsgivarna anlitade strejkbrytare. 
Pihkala var engagerad även i Lapporörelsen och representerade Samlingspartiet i Finlands riksdag 1930–1932. Han spelade en central roll i kulisserna då Pehr Evind Svinhufvud utsågs till statsminister 1930 och gjorde sin sista aktivistiska insats 1944 som spridare av dennes politiska testamente, den i Tyskland tryckta broschyren Testamentti kansalleni, som var avsedd att motarbeta alla tendenser att sluta separatfred med Sovjetunionen.